# Cais do Sodré (stație de metrou din Lisabona)
Cais do Sodré este o stație de pe Linia verde a metroului din Lisabona. Stația este situată sub Praça Duque da Terceira și asigură corespondența cu Gara Cais do Sodré, care deservește Linia Cascais, și cu un terminal de feribot care permite călătorii rapide între Lisabona și Cacilhas, Seixal și Montijo. De asemenea, stația permite accesul în piața de produse alimentare Mercado da Ribeira.

## Istoric
Stația a fost inaugurată pe 18 aprilie 1998, odată cu prelungirea Liniei verzi în zona Cais do Sodré. Proiectul stației a fost realizat de arhitecții Pedro Botelho și Nuno Teotónio Pereira, iar decorațiunile de către artistul plastic António Dacosta. Acesta, înainte de a muri, a lăsat mai multe schițe, care are au fost interpretate ulterior de către pictorul Pedro Morais și integrate în aspectul stației. Pereții acesteia sunt acoperiți cu panouri alcătuite din bucăți mari de gresie care înfățișează un iepure grăbit, evocând unul dintre personajele poveștii clasice Alice în Țara Minunilor, scrisă de Lewis Carroll.
Cais do Sodré a fost distinsă, în 2008, cu Premiul Valmor și Municipal pentru Arhitectură, conferit anual de Primăria Lisabona pentru a premia calitatea arhitectonică a unora din noile edificii din oraș.
Precum toate stațiile noi ale metroului din Lisabona, Terreiro do Paço este echipată pentru a deservi și persoanele cu dizabilități locomotoare, dispunând de lifturi și scări rulante pentru ușurarea accesului la peroane.

## Legături

### Autobuze orășenești

#### Carris
- 15E Praça da Figueira ⇄ Algés
- 18E Cais do Sodré ⇄ Cemitério da Ajuda
- 201 Cais do Sodré ⇄ Linda-a-Velha (dimineața)
- 202 Cais do Sodré ⇄ Bairro Padre Cruz (dimineața)
- 206 Cais do Sodré ⇄ Bairro Padre Cruz (dimineața)
- 207 Cais do Sodré ⇄ Fetais (dimineața)
- 208 Cais do Sodré ⇄ Gara Oriente (Interface) (dimineața)
- 210 Cais do Sodré ⇄ Prior Velho (dimineața)
- 706 Cais do Sodré ⇄ Santa Apolónia
- 714 Praça da Figueira ⇄ Outurela
- 728 Restelo - Av. das Descobertas ⇄ Portela - Av. dos Descobrimentos
- 732 Marquês de Pombal ⇄ Caselas
- 735 Cais do Sodré ⇄ Hospital de Santa Maria
- 736 Cais do Sodré ⇄ Odivelas (Bairro Dr. Lima Pimentel)
- 758 Cais do Sodré ⇄ Portas de Benfica
- 760 Gomes Freire ⇄ Cemitério da Ajuda
- 781 Cais do Sodré ⇄ Prior Velho
- 782 Cais do Sodré ⇄ Praça José Queirós[10]

#### Aerobus
- Linha 1 Aeroporto ⇄ Cais do Sodré[11]

### Feroviare

#### Comboios de Portugal
- Lisboa - Cais do Sodré ⇄ Oeiras
- Lisboa - Cais do Sodré ⇄ Cascais[1][12]

### Feribot

#### Transtejo
- Cais do Sodré ⇄ Cacilhas
- Cais do Sodré ⇄ Montijo
- Cais do Sodré ⇄ Seixal[1][13]